# Chiascio
Il Chiascio (pr. Chiàscio), in dialetto Chiagio e in latino Clasius, è un fiume dell'Umbria, lungo 81,8 chilometri, affluente in sinistra idrografica del Tevere.

## Storia
Il fiume è citato, pur senza essere nominato, da Dante Alighieri nel Canto XI del Paradiso quando il Sommo Poeta inizia la descrizione dell’area di Assisi: ”Intra Tupino e l'acqua che discende del colle eletto dal beato Ubaldo”… dove per “l’acqua che discende dal colle eletto” si intende proprio il fiume Chiascio. Lungo il fiume, nel comune di Assisi, si trova il Castello di Petrignano, della fine del XIII secolo.

## Descrizione
Nasce a 750 m s.l.m. fra i monti di Gubbio e gli Appennini. La sorgente è composta da due rami principali: il primo nasce dal versante est della Madonna della Cima, denominato Chiascio Grande e il secondo sulle pendici appenniniche nei pressi di Scheggia, denominato Chiasciolo. I due rami principali si uniscono nei pressi di Costacciaro generando il Fiume Chiascio. Successivamente riceve le acque de lo Scirca, la Dorìa, il Vetorno, la Saonda, la Rasina e il Feo presso Gualdo Tadino e, presso Bastia Umbra, il Tescio. Entrando nel territorio del Comune di Valfabbrica, le acque del fiume sono sbarrate da una grande diga, dando origine ad un lago artificiale. A valle dell'invaso, il Chiascio riprende il suo percorso, oltrepassando Valfabbrica e raggiungendo il territorio assisiate presso Pianello. Successivamente percorre un lungo tratto pianeggiante lungo Torchiagina (frazione di Assisi), passando accanto alla Torre e un mulino ad acqua, oggi ristrutturato, della famiglia di mugnai (Ciammarughi). In località Passaggio di Bettona riceve le acque del fiume Topino, che ha un bacino imbrifero ed una regolarità di portata assai maggiore del Chiascio stesso. Si getta nel Tevere a Torgiano.

## Portata
Portata media di circa 19 m³/s. La portata massima è di circa 43 m³/s, quella minima è di circa 3 m³/s, quasi interamente dovuta alle acque del Topino.

### Portata media mensile
Dati portata Fiume Chiascio (Stagione 2017).